# Hara (hindouisme)
Hara est un des noms du dieu de l'hindouisme: Shiva. Il est souvent employé dans le mot Harihara, nom donné lorsque Vishnu et Shiva se rassemblent en une même divinité. Hara signifie: le destructeur, car les hindous pensent que pour construire il faut détruire avant.